# Béatrice Roullaud
Béatrice Roullaud, née le 9 juin 1960 à Béziers (Hérault), est une femme politique française.
Membre du Rassemblement national, elle est élue députée dans la 6e circonscription de Seine-et-Marne lors élections législatives de 2022. Elle siège au sein du groupe RN et est membre de la commission des Lois de l'Assemblée nationale.
Elle est également conseillère régionale d'Île-de-France depuis 2021.

## Biographie
Béatrice Roullaud naît le 9 juin 1960 à Béziers. Ses parents sont tous deux électeurs de Jean-Marie Le Pen et lecteurs de Minute.
Elle est avocate au barreau de Meaux, après avoir un temps été juriste dans une étude notariale. En 2001, elle figure en position non éligible sur la liste de Jean-François Copé pour les municipales à Meaux. Elle racontera plus tard lui avoir demandé s'il prenait sur sa liste des militants FN et que ce dernier a rejeté l'idée. Bien que de son propre aveu déjà électrice du FN, elle-même était alors militante du Mouvement pour la France de Philippe de Villiers avant de rejoindre le Front national en 2011.
En 2014, elle dépose sa liste aux élections municipales à Meaux. La campagne connaît un scandale quand son directeur de campagne, Vincent Morelle, démissionne et raconte dans différents médias nationaux les coulisses du Front national à Meaux : propos racistes et homophobes, conditions de recrutement des colistiers, etc.. Poursuivi pour diffamation, il est relaxé en 2016. Sa liste ayant obtenu 12,13 % des voix, Béatrice Roullaud entre au conseil municipal avec deux autres colistiers.
En 2015, elle est candidate aux élections départementales en Seine-et-Marne dans le canton de Meaux en binôme avec Bruno Giraud. S'ils atteignent le second tour, ils ne parviennent toutefois pas à se faire élire, recueillant seulement 27 % des suffrages exprimés face au binôme de l'UMP.
Au conseil municipal de Meaux, en 2017, elle critique les subventions accordées par la mairie au collectif hip hop Fantastik Armada.
Elle est élue sous l'étiquette Rassemblement national au conseil régional d'Île-de-France en 2021.
Candidate sous la bannière du Rassemblement national dans la sixième circonscription de Seine-et-Marne aux élections législatives de 2022, elle est élue députée à l'Assemblée nationale face à Valérie Delage, candidate de La France insoumise (Nouvelle Union populaire écologique et sociale), après avoir recueilli 52,12 % des voix au second tour.
Sensible à la cause animale, elle fait partie des quelques députés RN favorables au projet de loi contre la corrida porté par la Nupes. Au RN, ses positions ont été critiquées selon L'Express.